# Krivovjerje
Krivovjerje ili hereza (grč. αἵρεσις hairesis "izbor") je vjerovanje koje su crkveni autoriteti ocijenili iskrivljavanjem kršćanske vjere. 
U srednjem vijeku su oni što su naučavali protiv službenog nauka o doktrini vjere riskirali da budu proglašeni hereticima.
Još su ranokršćanske crkvene vlasti su u 2. stoljeću osudile gnostike, koji su tvrdili da posjeduju tajno i mistično znanje. Poslije su u 4. stoljeću kao hereze osuđeni arijanizam i nestorijanstvo. 
Ikonoklasti, koji su prosvjedovali protiv štovanja vjerskih slika - makar su preko 150 godina imali na svojoj strani bizantski carski dvor, bili su osuđeni na Drugom Nicejskom saboru 787. godine. 
Osuda katara u južnoj Europi dovela je do albigenških križarskih vojni. Kasnije je nezadovoljstvo ortodoksnim katoličkim učenjem dovelo do pojave protestantizma: tek se u drugoj polovini XX. stoljeća počelo iz razloga "političke korektnosti" izbjegavati u katoličkim publikacijama karakteriziti protestante nazivom "heretici".
Rimokatolička crkva je 1232. osnovala sud, inkviziciju, za istragu "nepravovjernosti". 
Srednjovjekovne crkvene vlasti su obnovile poganski način kažnjavanja spaljivanjem živih osoba zbog hereze. I protestantske crkve su uvele svoju inkviziciju, čija su meta uglavnom bili rimokatolici. U Engleskoj je u ranom 15. stoljeću bio uveden zakon koji je dopuštao svjetovnim vlastima da provode ovu kaznu. Ta je praksa u Engleskoj konačno zabranjena nakon što je 1612. za Jakova I. spaljena skupina anabaptista.
Prema Kan. 751. važećeg Zakonika kanonskog prava iz 1983. god., "Krivovjerjem naziva se uporno nijekanje, poslije primljenog krštenja, neke istine koja treba da se vjeruje božanskom i katoličkom vjerom ili uporno sumnjanje u nju". Osobe koje zapadnu u krivovjerje zapada u "izopćenje unaprijed izrečeno" (Kan. 1364.), nije pogodna za primanje u svećenički, đakonski ili biskupski red (Kan. 1041.), a osobama čije je krivovjerje općepoznato mora se uskratiti crkveni pogreb (Kan. 1184.).